# Temisó de Samos
Temisó de Samos (en llatí Themison, en grec antic Θεμίσων) fou un militar nadiu de Samos, al servei d'Antígon el Borni. La seva principal activitat la va fer a la mar.
L'any 315 aC es va reunir amb Antígon a Fenícia amb una flota de 40 vaixells procedent de l'Hel·lespont. El 306 aC torna a ser mencionat dirigint una part de la flota de Demetri Poliorcetes, fill d'Antígon, durant la gran batalla naval de Salamina de Xipre, segons Diodor de Sicília.